# Немања Р. Милетић
Немања Милетић (Лешак, 16. јануар 1991) је српски фудбалер. Игра на позицијама штопера и десног бека.

## Каријера
Милетић је фудбалом почео да се бави у Бану из Рашке, где је свакодневно путовао. Након млађих селекција тог клуба, краћи период играо је за локалну екипу у Лешку. Милетић је, потом, приступио краљевачкој Слоги. Током прве сезоне у клубу, Милетић је наступао искључиво за омладински састав.
Након омладинског стажа, Милетић је за први тим Слоге дебитовао у сезони 2009/10. Као стандардни првотимац у дресу овог клуба, забележио је преко 100 лигашких и неколико наступа у купу Србије. Након успешних наступа за чачански Борац под командом Ненада Лалатовића, на препоруку истог, прелази у Војводину почетком 2016. године. Лета исте године, потписао је за белгијски Вестерло. Након годину дана проведених у Вестерлоу, Милетић се вратио у српски фудбал потписавши трогодишњи уговор са Партизаном. На званичном представљању у новом клубу Милетић је изабрао број 73.
Од 2020. до 2021. године наступао је за Ал Раед у Саудијској Арабији.
Са Ал Реадом је 2021. споразумно раскинуо уговор. Поново се вратио у Партизан почетком септембра 2021, потписао је једногодишњи уговор.

## Репрезентација
Почетком октобра 2018, селектор репрезентације Србије, Младен Крстајић, накнадно је упутио позив Немањи Милетићу за окупљање екипе пред утакмице Лиге нација против Црне Горе и Румуније.

## Статистика

#### Клупска
| Клуб          | Сезона   | Лига              | Лига    | Лига   | Национални куп | Национални куп | Европа  | Европа | Остало  | Остало | Укупно  | Укупно |
| Клуб          | Сезона   | Дивизија          | Наступа | Голова | Наступа        | Голова         | Наступа | Голова | Наступа | Голова | Наступа | Голова |
| ------------- | -------- | ----------------- | ------- | ------ | -------------- | -------------- | ------- | ------ | ------- | ------ | ------- | ------ |
|               |          |                   |         |        |                |                |         |        |         |        |         |        |
| Слога Краљево | 2008/09. | Српска лига Запад | 0       | 0      | 0              | 0              | —       | —      | 0       | 0      | 0       | 0      |
| Слога Краљево | 2009/10. | Прва лига Србије  | 2       | 0      | —              | —              | —       | —      | —       | —      | 2       | 0      |
| Слога Краљево | 2010/11. | Српска лига Запад | 22      | 0      | 1              | 0              | —       | —      | —       | —      | 23      | 2      |
| Слога Краљево | 2011/12. | Прва лига Србије  | 31      | 0      | —              | —              | —       | —      | —       | —      | 31      | 0      |
| Слога Краљево | 2012/13. | Прва лига Србије  | 29      | 0      | 1              | 0              | —       | —      | —       | —      | 30      | 0      |
| Слога Краљево | 2013/14. | Прва лига Србије  | 29      | 1      | 1              | 0              | —       | —      | —       | —      | 30      | 1      |
| Слога Краљево | Укупно   | Укупно            | 113     | 3      | 3              | 0              | —       | —      | —       | —      | 116     | 3      |
|               |          |                   |         |        |                |                |         |        |         |        |         |        |
| Борац Чачак   | 2014/15. | Суперлига Србије  | 16      | 0      | 1              | 0              | —       | —      | —       | —      | 17      | 0      |
| Борац Чачак   | 2015/16. | Суперлига Србије  | 20      | 1      | 2              | 0              | —       | —      | —       | —      | 22      | 1      |
| Борац Чачак   | Укупно   | Укупно            | 36      | 1      | 3              | 0              | —       | —      | —       | —      | 39      | 1      |
|               |          |                   |         |        |                |                |         |        |         |        |         |        |
| Војводина     | 2015/16. | Суперлига Србије  | 12      | 1      | 1              | 0              | —       | —      | —       | —      | 13      | 1      |
| Војводина     | 2016/17. | Суперлига Србије  | 4       | 0      | —              | —              | 8       | 0      | —       | —      | 12      | 0      |
| Војводина     | Укупно   | Укупно            | 16      | 1      | 1              | 0              | 8       | 0      | —       | —      | 25      | 1      |
|               |          |                   |         |        |                |                |         |        |         |        |         |        |
| Вестерло      | 2016/17. | Прва лига Белгије | 20      | 0      | 0              | 0              | —       | —      | —       | —      | 20      | 0      |
|               |          |                   |         |        |                |                |         |        |         |        |         |        |
| Партизан      | 2017/18. | Суперлига Србије  | 33      | 0      | 6              | 1              | 11      | 0      | —       | —      | 50      | 1      |
| Партизан      | 2018/19. | Суперлига Србије  | 29      | 3      | 5              | 0              | 7       | 2      | —       | —      | 41      | 5      |
| Партизан      | 2019/20. | Суперлига Србије  | 8       | 0      | —              | —              | 8       | 1      | —       | —      | 16      | 1      |
| Партизан      | Укупно   | Укупно            | 70      | 3      | 11             | 1              | 26      | 3      | —       | —      | 107     | 7      |
|               |          |                   |         |        |                |                |         |        |         |        |         |        |
| Каријера      | Каријера | Каријера          | 255     | 8      | 18             | 1              | 34      | 3      | —       | —      | 307     | 12     |
|               |          |                   |         |        |                |                |         |        |         |        |         |        |

- Ажурирано 6. октобра 2019. године.[39]

## Трофеји

### Партизан
- Куп Србије (2) : 2017/18, 2018/19.